# Jan van Iperen
Jan van Iperen, ook bekend als Joannes Iperius of abt Iperius († Sint-Omaars, 1383) was een Vlaamse kroniekschrijver en monnik. Hij werd vernoemd naar zijn geboorteplaats Ieper. In 1365 werd hij abt van de Abdij van Sint-Bertinus in Sint-Omaars, dat destijds in handen was van de graven van Vlaanderen.
Iperius schreef Chronicon Sithiense S. Bertini, van 590 tot 1294. Deze kroniek is van aanzienlijk geschiedkundig belang, doordat Iperius zich in het werk niet beperkte tot informatie met betrekking tot de Abdij van Sint-Bertinus, maar ook de geschiedenis van de Vlaamse graven beschreef. Hoewel Iperius in zijn voorwoord stelt dat de gehele kroniek gebaseerd is op archieven uit het klooster en andere authentieke oorkonden, gaan deskundigen ervan uit dat dit niet geheel het geval is. Overigens wordt aangenomen dat Iperius niet de enige schrijver van de kroniek was, maar dat delen reeds door oudere schrijvers opgesteld waren. Chronicon Sithiense S. Bertini werd door latere kronieken en historici veelvuldig als bron gebruikt.

## Werken en Publicaties
- Chronica S. Bertini (590-1294), gedeeltelijke publicatie in 1717 in de 'Thesaurus novum anecdotorum'.
- Vita S. Erkembodon, gepubliceerd in de 'Acta sanctorum'.
- Itinéraire de la pérégrination et du voiage que fist un bon preud-homvie des frères prescheurs qui ont nom frère Rioul (...), 1351.